# П-3М
П-3м — серия многосекционных панельных домов, разработана на основе предыдущей серии П-3 проектным институтом МНИИТЭП.  В отличие от исходной серии имеет наружные трехслойные навесные панели с повышенной теплоизоляцией и другую форму балконов. При этом конструктивные решения и планировки квартир практически не изменились. Серия очень распространена в Москве и Московской области. Строительство серий началось с 1996 года и в виде немного модифицированных серий продолжалось до 2015 года.

## Описание
Планировка домов данной серии считается одной из самых удачных среди панельных домов.
Отличительной особенностью серии П-3М от П-3 является усовершенствованная технология изготовления наружных стен дома. В домах серии П-3М наружные панели- трехслойные с дополнительным утеплением. 
Достоинства домов серии П-3М в сравнении с другими панельными домами: повышенная теплоизоляция наружных панелей, наличие 2 санузлов в четырехкомнатных квартирах, относительно просторные кухни, изолированные комнаты и наличие автоматической системы дымоудаления. Начиная с 2002 года дома строятся с установкой окон из двухкамерных стеклопакетов с повышенной энергоэффективностью. С 2010 фасадная поверхность наружных навесных трёхслойных плит облицовывается мелкодисперсной плиткой. Дома данной серии ввиду относительной дешевизны производства и строительства в сравнении с другими сериями и монолитными зданиями часто строились как социальное жильё. Квартиры в таких домах сдаются уже с выполненной отделкой.
К явному недостатку серии можно отнести тот факт, что практически все стены внутри квартир являются несущими и изменить планировку квартир каким-либо способом под свои конкретные нужды практически не представляется возможным. Фактически не несущими являются только перегородки санузлов. Отличительной особенностью серии является наличие несущей стены в трёхкомнатной квартире – "распашонке" между гостиной и коридором, которая не является таковой в похожих сериях и потому часто незаконно сносится.

## Основные характеристики
| Количество секций (подъездов) | 2 - 6                                                                |
| Этажность                     | 8-17, наиболее распространенный вариант – 14                         |
| Высота потолков               | 2.64                                                                 |
| Лифты                         | пассажирский и грузопассажирский                                     |
| Балконы                       | есть во всех квартирах, кроме однокомнатных, остекляются с 2002 года |
| Количество квартир на этаже   | 4, в некоторых домах по 6 квартир                                    |
| Перспектива сноса             | Сносу не подлежат, капремонта не требуют                             |

## Площади квартир
| Комнатность          | Общая, м² | Жилая, м² | Кухня, м² |
| 1-комнатная квартира | 35.6-38.3 | 14.3      | 9.13      |
| 2-комнатная квартира | 55.3-60   | 32.12     | 9.13      |
| 3-комнатная квартира | 74-86     | 44-50.37  | 10.1      |
| 4-комнатная квартира | 91-100    | 63.7-65.5 | 10.1      |

## Строительные конструкции
| Лестницы                 | Сборные железобетонные, незадымляемые с общим балконом                                                               |
| Мусоропровод             | с загрузочным клапаном на каждом этаже                                                                               |
| Вентиляция               | естественная вытяжная, блоки в кухнях и в санузлах                                                                   |
| Наружные стены           | Трехслойные панели с эффективным утеплителем толщиной 300 мм.                                                        |
| Внутренние стены         | Поперечные - сборные железобетонные панели толщиной 14см., продольные - сборные железобетонные панели толщиной 18см. |
| Межкомнатные перегородки | гипсобетонные прокатные панели толщиной 80 мм                                                                        |
| Междуэтажные перекрытия  | Железобетонные безпустотные плиты толщиной 140 мм размером на комнату с опиранием на внутренние несущие стены        |
| Несущие стены            | железобетонные толщиной 140 и 180 мм                                                                                 |
| Тип кровли               | плоская |